# Нгаурухое
Нгаурухо́е (англ. Mount Ngauruhoe, маорі ŋaːʉɾʉhɔɛ) — активний стратовулкан, що знаходиться в центральній частині Північного острова Нової Зеландії. Це наймолодша і найвища споруда вулканічного комплексу Тонгаріро.
Продукти вивержень вулкану представлені андезито-базальтовиміиі андезитовими відкладами (54,2-58,6 wt% SiO2). Лави містять фенокристали плагіоклазу, ортопіроксену, авгіту і часто олівіну.
Вулкан Нгаурухое примітний тим, що був задіяний у зйомках трилогії по роману Дж. Р. Р. Толкіна «Володар перснів» як гора Ородруїн.

## Сучасна активність
На поточний момент виявляється фумарольна активність всередині активного кратера і на східній кромці зовнішнього кратера. З липня 2006 р спостерігається збільшення сейсмічної активності. Рівень вулканічної небезпеки — 1.